# Библиотека Ашшурбанипала
Библиотека Ашшурбанипала — крупнейшая сохранившаяся библиотека древнего мира и древнейшая из всех известных библиотек. Составлялась в течение 25 лет в ассирийской столице Ниневии по приказу царя Ашшурбанипала (Ашшурбанапала) (VII в. до н. э.). Служила также государственным архивом. После смерти царя фонды были рассеяны по различным дворцам. Обнаруженная археологами часть библиотеки состоит из 25 000—30 000 глиняных табличек с клинописными текстами. Открытие библиотеки в середине XIX века имело огромное значение для понимания культур Месопотамии и для дешифровки клинописи.

## Фонды
Ашшурбанипал намеревался создать библиотеку, которая должна была исчерпывать все накопленные человечеством знания. Особенно его интересовали сведения, необходимые для управления государством, — о том, как поддерживать постоянное общение с божествами, о предсказании будущего по движению светил и по внутренностям жертвенных животных. От того значительную долю фондов составляли тексты заговоров, пророчеств, магических и религиозных ритуалов, мифологических сказаний. Основная часть сведений была извлечена из шумерских и вавилонских текстов специально организованными командами писцов.
Библиотека имела большое собрание медицинских текстов (с упором на лечение при помощи чародейства), однако богатое математическое наследие Вавилонии по непонятным причинам было проигнорировано. Здесь имелись многочисленные списки литературно-эпических сказаний, в частности таблички с эпосом о Гильгамеше и мифологическим переводом Энума элиш, а также таблички с молитвами, песнями, юридическими документами (например, законы Хаммурапи), хозяйственными и административными записями, письмами, астрономическими и историческими трудами, записями политического характера, списками царей и поэтическими текстами.
Тексты были написаны на ассирийском, вавилонском, диалекте аккадского языка, а также на шумерском языках. Очень многие тексты представлены параллельно на шумерском и аккадском языках, включая энциклопедические издания и словари. Как правило, один текст хранился в шести копиях, что сегодня значительно облегчает работу по дешифровке табличек. На сегодня библиотека Ашшурбанипала является крупнейшим собранием текстов на аккадском языке.

## История создания
Основание библиотеки состоялось по приказу ассирийского правителя Ашшурбанипала, который отличался большим интересом к текстам и знаниям в целом. Предшественники Ашшурбанипала имели небольшие дворцовые библиотеки, но ни один из них не имел такой страсти к коллекционированию текстов. Ашшурбанипал отправлял многочисленных писцов в разные регионы своей страны, чтобы те изготавливали копии всех текстов, которые они встретят. Кроме того, Ашшурбанипал заказывал у всех крупных храмовых архивов копии текстов, которые затем пересылались ему в Ниневию. Иногда, во время военных походов Ашшурбанипалу удавалось захватить целые клинописные библиотеки, которые он также доставлял в свой дворец.

## Организация библиотеки
Библиотекари Ашшурбанипала проводили огромную работу по каталогизации, копированию, комментированию и исследованию текстов библиотеки, о чём свидетельствуют в том числе многочисленные глоссарии, списки литературы и комментарии. Сам Ашшурбанипал придавал большое значение упорядочению библиотеки. На каждой табличке было написано его имя (своеобразный экслибрис), в колофоне было приведено название оригинальной таблички, с которой была сделана копия. В библиотеке были сотни кодексов с вощеными страницами, что позволяло исправлять или переписывать текст, написанный на воске. В отличие от клинописных табличек (которые только закаляются во время пожаров), таблички из воска недолговечны. Они не сохранились, равно как и имевшиеся в библиотеке свитки — пергаментные и папирусные. Судя по древним каталогам, до наших дней дошло не более 10 % от всех собранных Ашшурбанипалом фондов.

## Значение
Огромный массив клинописных текстов дошёл до наших дней исключительно благодаря страсти Ашшурбанипала к писаному слову. Во многих случаях древние памятники месопотамской письменности сохранились только в копиях, выполненных по приказу этого правителя. Некоторые из представленных текстов имеют тысячелетнюю историю (хотя сами таблички не очень древние, в нормальных условиях они редко хранились более 200 лет).
Сам Ашшурбанипал гордился тем, что он был единственным ассирийским правителем, который умел читать и писать. Нередко цитируется фрагмент его автобиографической «надписи L4», датируемой 668 г. до н. э. и начертанной на двух обнаруженных в Ниневии глиняных табличках, с номерами K.2694 и K.3050 по каталогу клинописных таблиц Куюнджикского собрания  Британского музея:

Я изучил то, что мне принес мудрый Адапа, овладел всем тайным искусством письма на табличках, стал разбираться в предсказаниях в небе и на земле, участвую в дискуссиях ученых мужей, предсказываю будущее вместе с опытнейшими толкователями предсказания по печени жертвенных животных. Я умею решать сложные, непростые задачи на деление и умножение, постоянно читаю мастерски выписанные таблички на таком сложном языке, как шумерский, или таком трудном для толкования, как аккадский, знаком с допотопными записями на камне, которые являются уже совсем непонятными.
Оригинальный текст (аккад.)⸢ši⸣-pir ap-kal-li a-da-pà a-ḫu-uz ni-ṣir-tú ka-tim-tú kul-lat ṭup-šar-ru-tú ⸢GISKIM⸣.MEŠ AN-e u KI-tim am-ra-ku šu-ta-du-na-ku ina UKKIN um-ma-a-ni ⸢šu⸣-ta-bu-la-ku DIŠ* BÀ*-ut ma-aṭ-lat AN-e it-ti ABGAL Ì.MEŠ le-⸢ʾu⸣-u-ti ú-pa-ṭàr i-gi A.RÁ-e et-gu-ru-ti šá la i-šu-u pi-it pa-ni áš-ta-si kam-mu nak-lu šá EME.GI₇ ṣu-ul-lu-lu ak-ka-du-u* ana šu-te-šu-ri áš-ṭu ḫi-ṭa-ku GÙ.SUM ab-ni šá la-am a-bu-bi <<DIŠ*>> šá kak-ku sa-ak-ku bal-lu.

Записи самого Ашшурбанипала (вероятно, составленные лучшими писцами) отмечены высокими литературными качествами.

## Дальнейшая история
Через поколение после Ашшурбанипала его столица пала под ударами мидян и вавилонян. Библиотека не была разграблена, как обычно бывает в таких случаях, а оказалась погребённой под руинами тех дворцов, где хранилась.
В 1849 году большую часть библиотеки (которая хранилась в северо-западном дворце на берегу Евфрата) нашёл британский археолог Остин Генри Лэйард. Через три года ассистент Лэйарда британский дипломат и путешественник Ормуз Рассам в противоположном крыле дворца нашёл вторую часть библиотеки. Обе части были вывезены на хранение в Британский музей. Открытие библиотеки позволило учёным составить представление об ассирийской культуре «из первых рук». До этого об Ассирии было известно только из трудов Геродота и других историков Эллады, а их источником служили, в свою очередь, персы. Наибольшую сенсацию в научном сообществе произвело обнаружение эпоса о Гильгамеше с изложением истории о всемирном потопе, близкой к библейской.
При извлечении табличек из-под обломков тщательный учёт места их обнаружения не велся. В Британском музее обе части были помещены в общее хранилище, так что теперь невозможно судить, какие таблички где были найдены. Учёные до сих пор работают над сортировкой отдельных фрагментов («joints»), каталогизацией и дешифровкой текстов. Британский музей вместе с иракскими учёными работает над созданием музея-библиотеки в Ираке, где должны быть представлены репродукции оригинальных табличек.
- Глиняные таблички из дворцовой библиотеки
- Глиняная табличка с фрагментом мифа о Гильгамеше (Табличка N 11, на которой описывается история потопа; сейчас табличка с другими находится в коллекции Британского музея)
- Таблица с астрологическими прогнозами. Британский музей
- Табличка со списком синонимов. Британский музей